# Анджей Казімеж Потоцький
Анджей Казімеж Потоцький (пол. Andrzej Kazimierz Potocki, 10 червня 1861, Крешовиці — 12 квітня 1908, Львів) — австрійський граф, урядник, польський політичний діяч у Галичині, власник промислових підприємств та великих земельних наділів. Маршалок Галицького крайового сейму, вбитий Мирославом Січинським 1908 року.

## Життєпис
Народився 10 червня 1861 року в місті Крешовицях (Краківського округу Королівства Галичини та Володимирії, Австрійська імперія, нині Краківського повіту Малопольського воєводства, Польща). Молодший син графа Адама Юзефа Потоцького (пол. Adam Józef Potocki, 1822—1872), власника маєтків, політика-консерватора, та дружини батька, уродженки Любомля (нині Волинської области) Катажини з графів Браніцьких
. Представник Крешовицької гілки роду Потоцьких (гербу Срібна Пилява, гілка на Підгайцях), яка володіла маєтками, зокрема, у містах Крешовицях, Кам'янці-Струмиловій.
Навчався спочатку вдома; серед домашніх учителів — письменник О. Шедлер, учитель братів Станіслава та Казімєжа Бадені. З 1877 року — в гімназії святої Анни у Кракові, де склав матуру з відзнакою 1879 року. Вищу освіту розпочав здобувати в Грацькому університеті (нині Австрія), де вивчав римське право, географію, філософію, психологію, історію. У квітні 1880 перервав навчання, оскільки проходив у Празі (нині столиця Чехії) однорічну військову службу як улан. Продовжив навчання в Ягайлонському університеті у Кракові, де 21 лютого 1884 року здобув ступінь доктора права.
Був послом до Райхсрату (віденського парламенту) та Галицького сейму (у 1901–1903 — маршалок сейму), з 1903 — намісник Королівства Галичини та Володимирії (Лодомерії). У 1901 році переїхав до Львова з Кракова.
Тривалий час виступав проти задоволення національних вимог українського населення у Галичині, підтримував москвофільську течію в громадсько-політичному житті краю. Зокрема, значне обурення серед українських політиків викликало обрання послом лідера галицьких москвофілів Володимира Дудикевича за підтримки А. К. Потоцького.
Під час виборів до Галицького сейму 1908 р. намагався шляхом виборчих порушень та політичного терору не допустити обрання до крайового парламенту представників українських партій національно-демократичного спрямування, застосував стару польську засаду «пустити русина на русина». Завдяки його діяльності до Галицького сейму потрапили 11 народовців і радикалів, 10 москвофілів, що явно не відображало політичних настроїв Галичини того часу і викликало трактування такого розвитку подій як провокацію.
Видається, що зрозумів свою помилку, тому пробував за порадою Міхала Бобжинського відновити перемовини з українцями (Українським клубом). Навів особисті контакти з керівником народних демократів д-ром Євгеном Олесницьким, який схилявся прийняти пропозиції А. К. Потоцького (стримувало їх ймовірне несприйняття частиною української громади). Незадовго до смерті приїхав автомобілем до Стрия на зустріч із українським політиком Євгеном Олесницьким, запропонував йому уневажнення мандатів москвофілів, посаду віце-маршалка Галицького сейму, нову посаду другого віце-президента Крайової шкільної ради для українського шкільництва тощо. Угода була зірвана вбивством (Євген Олесницький пережив інфаркт, наступний — через рік). Не встиг обнародувати домовленості з Е. Олесницьким.
Незадовго до смерті Марко Каганець отримав два листи від намісника Галичини з вимогою не брати участь у виборах.
Убитий 12 квітня 1908 року у Львові українським студентом (3-й курс філософії) Мирославом Січинським на знак протесту проти виборчих зловживань.

### Сім'я
1889 року одружився із Кристиною з графів Тишкевичів, дочкою польського аристократа в Литві. У них народилося дев'ятеро дітей, зокрема:
- Катажина (1890—1977), дружина Леона Сапіги[10]
- Марія Тереза (1891—1918), дружина графа Юзефа Тишкевича[13]
- Ізабелла (1893—1962), дружина Францішека Красінського
- Кристина (1894—1963), дружина Станіслава Семенського-Левицького
- Адам (1896—1966)
- Артур (1897—1941)
- Анджей (1900—1939)
- Зоф'я (1902—1940), дружина Владислава Єзерського
- Йоанна (1904—1967), дружина Станіслава Потоцького

## Нагороди і відзнаки
- Орден Лева і Сонця (1905),
- Великий хрест ордена Леопольда (1905),
- Орден Золотого руна (1907)[14]
- Почесний громадянин міст: Нового Санча[15], Золочева, Сокаля (1906)[16], Хирова, Бучача.

## Вшанування
- Вулиці в різних містах; зокрема, теперішня Вулиця Генерала Чупринки (Львів), Галицька (Бучач)